# George Germain, 1. Viscount Sackville

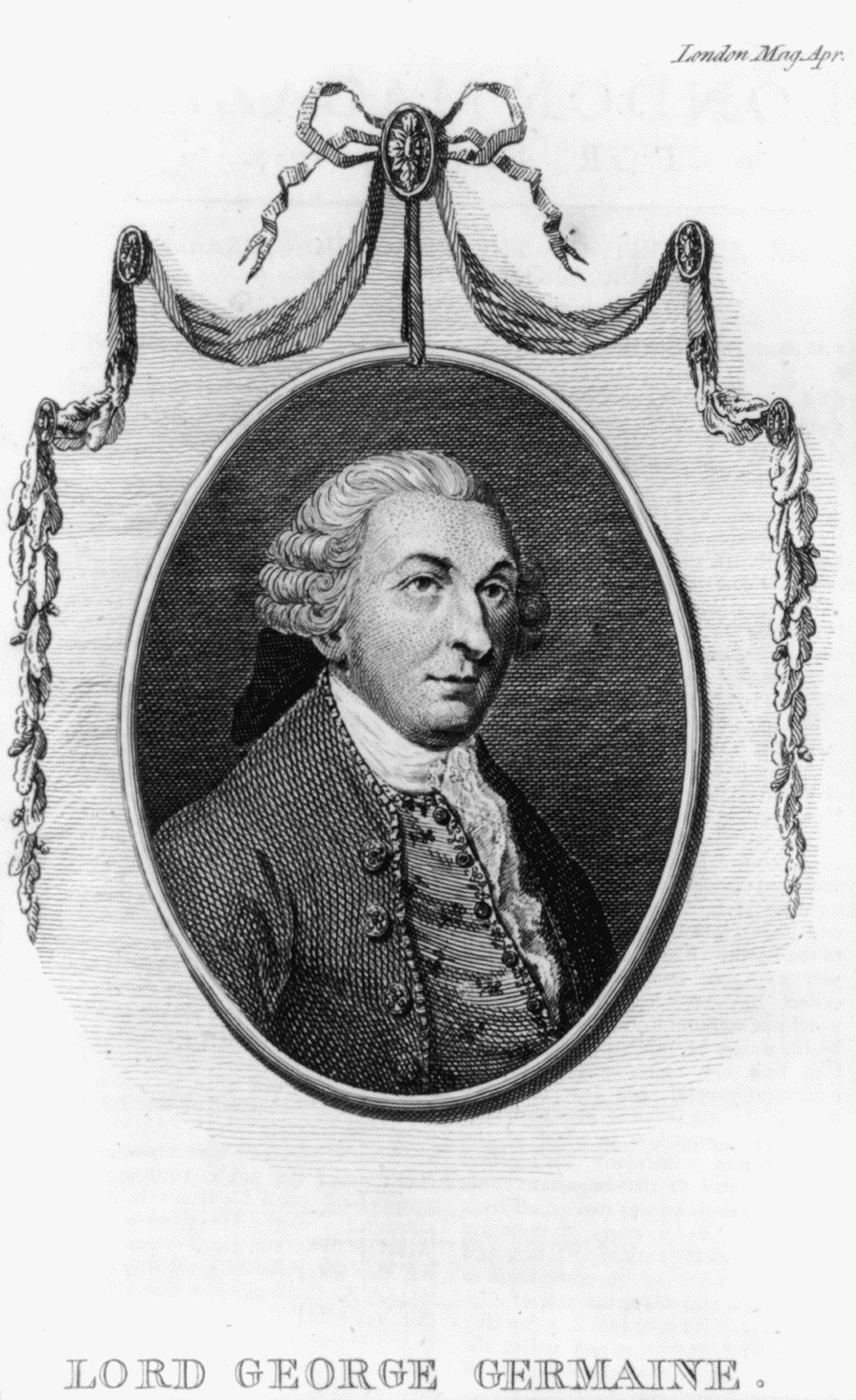
Lord George Germain (1780)

George Germain, 1. Viscount Sackville (geborener Sackville, * 26. Januar 1716 in London; † 26. August 1785 in Stoneland Lodge, Sussex), war ein britischer Offizier und Politiker.
Während des Amerikanischen Unabhängigkeitskrieges war er Kolonialminister (Secretary of State for the Colonies) im Kabinett von Lord North. Seinem Ministerium wurde die Hauptschuld am Verlust der britischen Kolonien in Amerika gegeben. Seine Neigung zu detaillierten militärischen Instruktionen, verbunden mit seiner Unfähigkeit, die Geografie der Kolonien und die Entschlossenheit der Kolonisten zu begreifen, lässt diese Schlussfolgerung berechtigt erscheinen.
Er hatte zwei Karrieren. Seine militärische Karriere war nicht ohne Verdienste, endete jedoch vor dem Kriegsgericht. Seine politische Karriere endete zusammen mit dem Kabinett von Lord North nach dem Verlust der amerikanischen Kolonien.

## Namen
Bis 1720 führte er den Namen Hon. George Sackville, von 1720 bis 1770 Lord George Sackville, von 1770 bis 1782 Lord George Germain und ab 1782 George Germain, 1. Viscount Sackville.

## Herkunft und Ausbildung
Lord George Germain wurde als George Sackville, dritter Sohn von Lionel Cranfield Sackville, 1. Duke of Dorset und Lord Lieutenant of Ireland, und seiner Frau Elizabeth geboren. Er besuchte die Westminster School und schloss 1737 das Trinity College, Dublin ab, bevor er zur Armee ging.

## Militärische Laufbahn
Er trat 1737 in die British Army ein erwarb ein Offizierspatent als Captain des 7th Regiment of Horse (King’s Regiment of Carabineers). 1740 wechselte er als Lieutenant-Colonel in das 28th (Gloucestershire) Regiment of Foot. Das Regiment wurde nach Deutschland geschickt, um am Österreichischen Erbfolgekrieg teilzunehmen. 1743 wurde er zum Brevet-Colonel befördert. Seine Feuertaufe erhielt er in der Schlacht bei Fontenoy 1745, wo er die Attacke der Infanterie des Duke of Cumberland anführte. Er geriet verwundet in französische Gefangenschaft, wurde aber wegen seiner Verwundung bald wieder entlassen. Nach seiner Heimkehr diente er in Schottland als Colonel des späteren 20th Regiment of Foot.
1747 bis 1748 diente er wieder unter dem Duke of Cumberland als Colonel des 12th Regiment of Dragoons in den Niederlanden. Anschließend unterbrach er seine militärische Laufbahn und wurde erster Sekretär seines Vaters und von 1753 bis 1761 Abgeordneter für Portarlington im irischen Unterhaus. In dieser Zeit wurde er für seine homosexuellen Eskapaden bekannt.
Während des Siebenjährigen Krieges kehrte er in den aktiven Dienst zurück. 1755 wurde er zum Major-General befördert und mit der Ausrüstung und Versorgung der Truppe betraut. 1758 kämpfte er als General-Lieutenant unter dem Duke of Marlborough als Teil der alliierten Truppen des Herzogs von Braunschweig in Deutschland. Nach Marlboroughs Tod übernahm er das Oberkommando über die britischen Truppen.

### Die Schlacht bei Minden
In der Schlacht bei Minden am 1. August 1759 führte die britische und hannoversche Infanterie im Zentrum einen schlecht geplanten Vorstoß auf die gegenüberliegende französische Kavallerie und Artillerie durch. Anscheinend ging sie ohne Befehle vor. Es gelang der Angriffslinie jedoch, wiederholte französische Kavallerieattacken abzuweisen, indem sie die angreifende Kavallerie bis auf kürzeste Entfernung herankommen ließ und erst im letzten Moment massive Salven abfeuerte. Als die zersprengten Franzosen begannen, sich auf Minden zurückzuziehen, forderte der Herzog von Braunschweig einen britischen Kavallerieangriff an, um den Sieg zu vollenden. Sackville gab jedoch keine Erlaubnis zum Vorgehen, obwohl der Herzog den Befehl mehrmals übermitteln ließ. Er lag im Streit mit Lord Granby, dem Kommandeur der Kavallerie, und wollte diesem keine Gelegenheit bieten, sich durch einen Angriff „Ruhm zu erwerben“. Dadurch verpassten die Alliierten die Gelegenheit zur vollständigen Vernichtung des Feindes. Sackville wurde deswegen seines Kommandos enthoben und nach Hause geschickt.

### Kriegsgericht
Er lehnte es ab, die Verantwortung für die Befehlsverweigerung zu übernehmen. Er verlangte nach seiner Rückkehr nach England eine Kriegsgerichtsverhandlung und wusste seiner Forderung so viel Nachdruck zu verleihen, dass ihr 1760 schließlich stattgegeben wurde. Das Gericht sprach ihn schuldig und fällte ein äußerst hartes und ungewöhnliches Urteil: Es bestätigte nicht nur seine Entlassung, sondern erklärte ihn auch für „unfähig, seiner Majestät in irgendeiner militärischen Funktion jedweder Art zu dienen“ und ordnete an, dass dieses Urteil vor allen Regimentern der Armee zu verlesen und in ihr Befehlsbuch einzutragen sei. Der König entließ ihn aus dem Privy Council.

## Politische Laufbahn
Er war seit 1741 mit Unterbrechungen Abgeordneter im irischen und im britischen Unterhaus, zeitweise auch in beiden gleichzeitig, ohne sich aber politisch festzulegen. Nach der Thronbesteigung Georgs III. hatten die Schwierigkeiten bei der Rückzahlung der Kriegsschulden eine Periode kurzlebiger Regierungen und wechselnder politischer Allianzen zur Folge. In dieser Zeit begann er seine politische Rehabilitation zu betreiben. Die Siege über Frankreich in Übersee überstrahlten den unentschiedenen Ausgang des Krieges in Europa und ließen die damit verbundenen Ereignisse in Vergessenheit geraten. 1763 nahm Georg III. Sackville in aller Stille wieder in die Reihen des Privy Council auf. Sackville unterstützte in zunehmendem Maße Lord North, mit dem er 1769 ein förmliches Bündnis schloss. Im selben Jahr starb Lady Elizabeth Germain, Tochter des 2. Earl of Berkeley, Witwe des 7. Duke of Norfolk und des Sir John Germaine, 1. Baronet, ohne leibliche Erben und hinterließ ihm ihre Besitzungen. Das verbesserte seine finanzielle Lage. Als ihr Generalerbe nahm er durch Act of Parliament am 16. Februar 1770 ihren Familiennamen an und war fortan als Lord George Germain bekannt.
Am 10. November 1775 wurde Germain als Secretary of State for the American Department Minister in Lord Norths Kabinett. Zu diesem Zeitpunkt gab es insgesamt drei Minister; der Secretary of State for the Northern Department war zuständig für Europa und der Secretary of State for the Southern Department für den Rest der Welt. Als Kolonialminister war Germain der Hauptverantwortliche für die Unterdrückung des Aufstands in den amerikanischen Kolonien. Er ernannte und entließ Generäle, kümmerte sich um Ausrüstung und Nachschub und war mit der strategischen Planung des Krieges befasst. Seine Grundhaltung beruhte auf der Einstellung, dass „der Pöbel sich nicht um Politik und Regierung kümmern sollte, weil er davon nichts versteht“ und dass „diese Dorftrottel uns nicht schlagen können“.
Germain und Premierminister Lord North gingen von drei Annahmen über den bevorstehenden Krieg aus: erstens, dass die amerikanischen Truppen den britischen Angriffen nicht würden standhalten können; zweitens, dass dieser Krieg denjenigen gleichen würde, die sie erfolgreich in Europa geführt hatten; und drittens, dass der militärische Sieg die dauerhafte Verbundenheit der Kolonien mit dem Mutterland sicherstellen würde. Alle drei Annahmen sollten sich als falsch erweisen.
1776 arbeitete Germain gemeinsam mit General John Burgoyne die Planungen und Befehle für den Saratoga-Feldzug aus. Die Unklarheit der Befehle an General Howe trug jedoch zum Scheitern des Feldzugs bei. 1781 führten widersprüchliche Befehle an General Cornwallis und General Henry Clinton mit zur Niederlage in der Schlacht von Yorktown.

## Nach der Revolution
Nach dem Rücktritt Lord Norths 1782 verzichtete Germain auf sein Ministeramt und seinen Parlamentssitz. König Georg III. erhob ihn am 9. Februar 1782 mit den Titeln Viscount Sackville, of Drayton in the County of Northampton, und Baron Bolebrooke, in the County of Sussex, in den erblichen Adelsstand. Die Kontroversen über seine Amtsführung dauerten aber an. Einige Mitglieder des Oberhauses widersetzten sich seiner Aufnahme, aber seine schwindende Gesundheit erledigte die Frage. Er zog sich auf seinen Landsitz Stoneland Lodge in Sussex zurück, wo er 1785 starb. Seine Adelstitel erbte sein Sohn Charles Germain, 2. Viscount Sackville.

## Ehe und Nachkommen
Er war seit 1754 mit Diana Sambrooke († 1778) verheiratet. Mit ihr hatte er vier Kinder:
- Elizabeth Sackville ⚭ Henry Arthur Herbert († 1756)
- Diana Sackville (1756–1814) ⚭ John Crosbie, 2. Earl of Glandore (1753–1815);
- Charles Sackville-Germain, 5. Duke of Dorset, 2. Viscount Sackville (1767–1843);
- George Sackville-Germain (1770–1836) ⚭ Harriet Pearce († 1835)